# Tilly and the Nut
Tilly and the Nut è un cortometraggio muto del 1915 diretto da Frank Wilson.

## Trama
Tilly e Sally si divertono con un bellimbusto in visita.

## Produzione
Il film fu prodotto dalla Hepworth.

## Distribuzione
Distribuito dalla Hepworth, il film - un cortometraggio di 220,98 metri - uscì nelle sale cinematografiche britanniche nel marzo 1915.
Fu distrutto nel 1924 dallo stesso produttore, Cecil M. Hepworth. Fallito, in gravissime difficoltà finanziarie, Hepworth pensò in questo modo di poter almeno recuperare il nitrato d'argento della pellicola.